# Mudanya
Mudanya est une ville située au nord-ouest de la Turquie, dans la province de Bursa, sur le golfe de Gemlik. Elle compte 33 590 habitants[Quand ?]. Elle remplace Apamée (Bithynie).

## Histoire
Vers 327 av. J.-C., des colons de Colophon (Ionie) s'établissent sur la côte méridionale de la Propontide (mer de Marmara) en Bithynie : Myrleia.
Mudanya fut, pendant la Première Guerre mondiale, la dernière poche de résistance des Alliés sur le sol d'Anatolie.
Mudanya est la ville de la signature de l'armistice entre la Turquie et la Grèce qui mit fin à la Guerre gréco-turque (1919-1922).

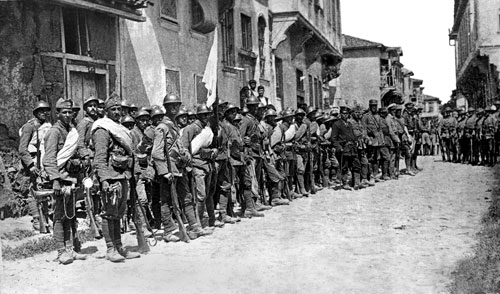
Troupes grecques à Mudanya en 1919.